# 2001년 일본항공 근접 비행 사고

JAL907 injury chart

2001년 일본항공 스루가만 상공 니어미스 사고는 2001년 1월 31일 오후 4시 10분경 일본항공 여객기 2대가 스루가만 상공에서 공중 충돌할 뻔한 항공 사고이다. 김해국제공항을 출발하여 나리타 국제공항으로 가던 일본항공 958편 DC-10-40 여객기 기종과 하네다 공항을 출발하여 오키나와현 나하 공항으로 향하던 일본항공 907편 B747-400D 여객기로 이 사고로 공중 충돌은 없었지만, 회피과정에서 일본항공 907편 보잉 여객기에서 100명의 부상자(이중 9명은 중상)가 발생한 사고이다.
이 사고의 영향으로 일본항공은 ICAO에 TCAS와 항공 관제 우선순위에 대한 규정 정비를 요구하였다.

## 사고기 기체 정보
- B747-446D : JA8904 (JL 907)
- DC-10-40 : JA8546 (JL 958)

## 같이 보기
- 2002년 위버링겐 공중 충돌 사고
- 1996년 차르키다드리 공중 충돌 사고